# Andrés Ponce
Andrés Fabián Ponce Núñez (Maracaibo, 11 novembre 1996) è un calciatore venezuelano, attaccante dell'Atlético Bucaramanga.

## Caratteristiche tecniche
Prima punta dal piede destro dotato di un ottimo fisico ed in possesso di un buon calcio con entrambi i piedi; è bravo nel gioco di sponda risultando difficile nel marcare. Non è velocissimo ma possiede una buona accelerazione.

## Carriera

### Club

#### Gli inizi in Venezuela
Figlio di un venditore ambulante colombiano, è nato nel Comune di La Cañada de Urdaneta, appartenente alla città metropolitana di Maracaibo; Andres è cresciuto nelle giovanili del El Tablazo (2004-2008), del Unión Atlético Maracaibo (2008-2012) e in quelle del Deportivo Táchira dal 2012. Il 27 gennaio 2013, a 16 anni, esordisce in Primera División giocando dal primo minuto la partita vinta per 1 a 0 contro il Yaracuyanos. Colleziona altre 6 presenze nella stagione 2012-2013 ed altre 3 in quella seguente.
Nel luglio 2014 si trasferisce in prestito ai Llaneros de Guanare che militano anch'essi in Primera División; con i Verdiazules esordisce il 10 agosto seguente nella gara giocata ad Acarigua contro il Portuguesa.

#### Olhanense
Il 29 gennaio 2015 viene ceduto in prestito ai portoghesi dell'Olhanense che militano in Segunda Liga; il trasferimento avviene con l'avallo della Sampdoria che, terminati i posti disponibili per gli extracomunitari, cede il giocatore ai Leões de Olhão fino al 30 giugno 2016, mantenendo il controllo sull'operazione. Il 14 febbraio seguente esordisce con la maglia rossonera nella gara pareggiata 0-0 contro lo Sporting da Covilhã; il primo gol lo realizza invece contro il Clube Oriental de Lisboa il 1º marzo 2015, dopo due minuti dall'ingresso in campo avvenuto nell'intervallo. Nei 7 mesi in Portogallo gioca in totale 18 partite con 1 gol.

#### Sampdoria Primavera e Lugano
Il 31 agosto 2015 la Samp ne ufficializza l'acquisto a titolo definitivo e Andrés lascia il Portogallo per dirigersi verso Genova per giocare nella formazione Primavera dei blucerchiati. Il 26 settembre realizza la sua prima rete con la maglia dei giovani del Doria sbloccando il risultato di Carpi-Samp 0-3. Nelle file della Primavera segna in totale 24 reti in 25 gare tra campionato e Coppa Italia Primavera vincendo la classifica marcatori.
Il 14 maggio 2016 esordisce in prima squadra ed in Serie A, subentrando all'85º a Fabio Quagliarella, nella sconfitta 5-0 contro la Juventus.
Il 1º agosto 2016, dopo aver disputato parte del ritiro con la prima squadra, viene ceduto in prestito agli svizzeri del Lugano. Nove giorni dopo, 10 agosto, debutta in Super League giocando da titolare la partita vinta 3 a 1 contro il Sion. Il 13 agosto segna la sua prima rete svizzera al 56' minuto della partita di Coppa Svizzera vinta 3 a 0 contro il Moutier.

#### Livorno e Feralpisalò
Il 1º agosto 2017 passa, a titolo temporaneo, al Livorno.
Il 19 gennaio 2018, dopo 10 presenze totali con i labronici, con una rete segnata, si trasferisce con la stessa formula alla Feralpisalò.

#### Anni in Russia
Il 27 luglio 2018 viene prelevato dall'Anži.
Il 4 giugno 2019 viene ceduto all'Achmat Groznyj.
Il 16 ottobre 2020 viene ceduto in prestito al Rotor.
A fine prestito fa ritorno all'Achmat rescindendo il suo contratto il 7 agosto 2021.

### Nazionale
Andrés ha preso parte nell'aprile 2013 con l'Under-17 venezuelana al Campionato sudamericano di categoria nel quale in 8 partite segna ben 7 gol che contribuiscono al raggiungimento del secondo posto nella competizione.
Nel novembre 2014 viene convocato dall'Under-20 per disputare i XXII Giochi centramericani e caraibici nel quale gioca 4 gare siglando 4 gol totali: 2 reti contro Haiti ed altre due contro Costa Rica e Messico.
Nel gennaio 2015 prende parte al Sudamericano Under-20 disputatosi in Uruguay nel quale gioca tre partite senza segnare alcun gol.

#### Nazionale maggiore
Il 22 gennaio 2016 viene convocato per la prima volta dal commissario tecnico della Nazionale maggiore, Noel Sanvicente, per l'amichevole con la Costa Rica del 2 febbraio seguente a Barinas. Esordisce in tale gara al 54º minuto sostituendo Johan Moreno.
Il 10 maggio 2016 viene inserito nella lista dei 31 calciatori selezionati dal commissario tecnico Rafael Dudamel per la fase di preparazione alla prossima Copa América Centenario, fissata tra il 3 e il 26 giugno negli Stati Uniti. Il 25 maggio gioca titolare nella gara amichevole pareggiata 0-0 contro la Nazionale panamense. Non viene comunque convocato per la Copa América Centenario.

## Statistiche

### Presenze e reti nei club
Statistiche aggiornate al 24 marzo 2024.
| Stagione                 | Squadra                  | Campionato               | Campionato | Campionato | Coppe nazionali | Coppe nazionali | Coppe nazionali | Coppe continentali | Coppe continentali | Coppe continentali | Altre coppe | Altre coppe | Altre coppe | Totale | Totale |
| Stagione                 | Squadra                  | Comp                     | Pres       | Reti       | Comp            | Pres            | Reti            | Comp               | Pres               | Reti               | Comp        | Pres        | Reti        | Pres   | Reti   |
| ------------------------ | ------------------------ | ------------------------ | ---------- | ---------- | --------------- | --------------- | --------------- | ------------------ | ------------------ | ------------------ | ----------- | ----------- | ----------- | ------ | ------ |
| 2012-2013                | Deportivo Táchira        | PD                       | 7          | 0          | -               | -               | -               | -                  | -                  | -                  | -           | -           | -           | 7      | 0      |
| 2013-2014                | Deportivo Táchira        | PD                       | 3          | 0          | -               | -               | -               | -                  | -                  | -                  | -           | -           | -           | 3      | 0      |
| Totale Deportivo Táchira | Totale Deportivo Táchira | Totale Deportivo Táchira | 10         | 0          |                 | -               | -               |                    | -                  | -                  |             |             |             | 10     | 0      |
| 2014-gen.2015            | Llaneros de Guanare      | PD                       | 9          | 2          | -               | -               | -               | -                  | -                  | -                  | -           | -           | -           | 9      | 2      |
| gen.-giu.2015            | Olhanense                | SL                       | 13         | 1          | -               | -               | -               | -                  | -                  | -                  | -           | -           | -           | 13     | 1      |
| 2015-ago.2015            | Olhanense                | SL                       | 4          | 0          | CP+CdL          | 0+1             | 0+0             | -                  | -                  | -                  | -           | -           | -           | 5      | 0      |
| Totale Olhanense         | Totale Olhanense         | Totale Olhanense         | 17         | 1          |                 | 0+1             | 0               |                    | -                  | -                  |             |             |             | 18     | 1      |
| ago.2015-2016            | Sampdoria                | A                        | 1          | 0          | CI              | 0               | 0               | -                  | -                  | -                  | -           | -           | -           | 1      | 0      |
| 2016-2017                | Lugano                   | SL                       | 8          | 0          | CS              | 2               | 3               | -                  | -                  | -                  | -           | -           | -           | 10     | 3      |
| 2017-gen. 2018           | Livorno                  | C                        | 8          | 1          | CI+CI-C         | 1+2             | 0               | -                  | -                  | -                  | -           | -           | -           | 11     | 1      |
| gen.-giu. 2018           | Feralpisalò              | C                        | 11+1       | 0          | CI+CI-C         | -               | -               | -                  | -                  | -                  | -           | -           | -           | 12     | 0      |
| 2018-2019                | Anži                     | PL                       | 27         | 5          | CR              | 1               | 0               | -                  | -                  | -                  | -           | -           | -           | 28     | 5      |
| 2019-2020                | Achmat Groznyj           | PL                       | 20         | 3          | CR              | 1               | 0               | -                  | -                  | -                  | -           | -           | -           | 21     | 3      |
| lug.ott. 2020            | Achmat Groznyj           | PL                       | 9          | 0          | CR              | 1               | 0               | -                  | -                  | -                  | -           | -           | -           | 10     | 0      |
| Totale Achmat Groznyj    | Totale Achmat Groznyj    | Totale Achmat Groznyj    | 29         | 3          |                 | 2               | 0               |                    | -                  | -                  |             | -           | -           | 31     | 3      |
| ott. 2020-2021           | Rotor                    | PL                       | 14         | 2          | CR              | 1               | 0               | -                  | -                  | -                  | -           | -           | -           | 15     | 2      |
| 2021-2022                | Vejle                    | SL                       | 15+10      | 1+0        | CD              | 7               | 2               | -                  | -                  | -                  | -           | -           | -           | 32     | 3      |
| 2022-gen. 2023           | Vejle                    | 1D                       | 17         | 3          | CD              | 4               | 2               | -                  | -                  | -                  | -           | -           | -           | 21     | 7      |
| Totale Vejle             | Totale Vejle             | Totale Vejle             | 42         | 4          |                 | 11              | 4               |                    | -                  | -                  |             | -           | -           | 53     | 8      |
| gen.-giu. 2023           | Akron Togliatti          | 1D                       | 14         | 8          | CR              | 5               | 1               | -                  | -                  | -                  | -           | -           | -           | 19     | 9      |
| 2023-2024                | Akron Togliatti          | 1D                       | 23         | 4          | CR              | 3               | 2               | -                  | -                  | -                  | -           | -           | -           | 26     | 6      |
| Totale Akron Togliatti   | Totale Akron Togliatti   | Totale Akron Togliatti   | 37         | 12         |                 | 8               | 3               |                    | -                  | -                  |             | -           | -           | 45     | 15     |
| Totale carriera          | Totale carriera          | Totale carriera          | 214        | 30         |                 | 29              | 11              |                    | -                  | -                  |             | -           | -           | 243    | 41     |

### Cronologia delle presenze e reti in nazionale
| Cronologia completa delle presenze e delle reti in nazionale ― Venezuela | Cronologia completa delle presenze e delle reti in nazionale ― Venezuela | Cronologia completa delle presenze e delle reti in nazionale ― Venezuela | Cronologia completa delle presenze e delle reti in nazionale ― Venezuela | Cronologia completa delle presenze e delle reti in nazionale ― Venezuela | Cronologia completa delle presenze e delle reti in nazionale ― Venezuela | Cronologia completa delle presenze e delle reti in nazionale ― Venezuela | Cronologia completa delle presenze e delle reti in nazionale ― Venezuela |
| Data                                                                     | Città                                                                    | In casa                                                                  | Risultato                                                                | Ospiti                                                                   | Competizione                                                             | Reti                                                                     | Note                                                                     |
| ------------------------------------------------------------------------ | ------------------------------------------------------------------------ | ------------------------------------------------------------------------ | ------------------------------------------------------------------------ | ------------------------------------------------------------------------ | ------------------------------------------------------------------------ | ------------------------------------------------------------------------ | ------------------------------------------------------------------------ |
| 2-2-2016                                                                 | Barinas                                                                  | Venezuela                                                                | 1 – 0                                                                    | Costa Rica                                                               | Amichevole                                                               | -                                                                        | 54’                                                                      |
| 25-5-2016                                                                | Panama                                                                   | Panama                                                                   | 0 – 0                                                                    | Venezuela                                                                | Amichevole                                                               | -                                                                        |                                                                          |
| 3-6-2017                                                                 | Sandy                                                                    | Stati Uniti                                                              | 1 – 1                                                                    | Venezuela                                                                | Amichevole                                                               | -                                                                        | 90+3’                                                                    |
| 8-6-2017                                                                 | Boca Raton                                                               | Ecuador                                                                  | 1 – 1                                                                    | Venezuela                                                                | Amichevole                                                               | -                                                                        | 55’                                                                      |
| 16-10-2018                                                               | Barcellona                                                               | Emirati Arabi Uniti                                                      | 0 – 2                                                                    | Venezuela                                                                | Amichevole                                                               | 1                                                                        | 72’                                                                      |
| 14-10-2019                                                               | Caracas                                                                  | Venezuela                                                                | 2 – 0                                                                    | Trinidad e Tobago                                                        | Amichevole                                                               | -                                                                        | 78’                                                                      |
| 9-10-2020                                                                | Barranquilla                                                             | Colombia                                                                 | 3 – 0                                                                    | Venezuela                                                                | Qual. Mondiali 2022                                                      | -                                                                        | 67’                                                                      |
| Totale                                                                   |                                                                          | Presenze                                                                 | 7                                                                        |                                                                          | Reti                                                                     | 1                                                                        |                                                                          |

## Palmarès

### Individuale
- Capocannoniere del Campionato Primavera: 1

2015-2016 (24 gol)